# جويل مارتينيز
جويل مارتينيز (بالإسبانية: Joel Martínez)‏ هو رياضي ولاعب كرة قدم أرجنتيني، ولد في 10 أبريل 1996 في الأرجنتين. لعب مع نادي لانوس.

## وصلات خارجية
- جويل مارتينيز على موقع قاعدة بيانات كرة القدم.إي يو (الإنجليزية)
- جويل مارتينيز على موقع قاعدة بيانات كرة القدم.إي يو (الإنجليزية)
- جويل مارتينيز على موقع قاعدة بيانات كرة القدم.إي يو (الإنجليزية)
- جويل مارتينيز على موقع Soccerway.com (الإنجليزية)